# Đường cong kinh nghiệm
Đường cong kinh nghiệm là một hiện tượng kinh tế, được tạo thành bởi kinh tế quy mô và tác động của học tập. Khái niệm này quan trọng nhất với các ngành công nghiệp sản xuất hàng loạt một loại sản phẩm đã được tiêu chuẩn hóa.
Khi một công ty tăng khối lượng sản phẩm được tích lũy lại trong suốt chu kỳ sản xuất, nó có thể khai thác tối đa và có lợi nhất từ kinh tế quy mô và tác động của học tập.
Kết quả của việc này là chi phí đơn vị giảm cùng với việc tăng sản lượng tích lũy. Một công ty muốn có chi phí thấp nhất và hiệu quả cao nhất thì phải cố trượt xuống đoạn dưới của đường cong kinh nghiệm càng nhanh càng tốt. Việc này lập tức tạo lợi thế cạnh tranh.
Đường cong này có thể kết hợp với nhiều môn khác như marketing, bán hàng... để kinh doanh có hiệu quả cao nhất.